# Philip Kueber
Philip Thomas Kueber (ur. 17 listopada 1934 w Galahad, zm. 23 listopada 2009 w Victorii) – kanadyjski wioślarz, srebrny medalista olimpijski.
Wystąpił na igrzyskach olimpijskich w Melbourne w 1956, gdzie Kanadyjczycy w składzie: Philip Kueber, Richard McClure, Robert Wilson, David Helliwell, Donald Pretty, Bill McKerlich, Douglas McDonald, Lawrence West i Carlton Ogawa (sternik) zdobyli srebrny medal w ósemkach. W wyścigu finałowym o 1,9 sekundy przegrali z osadą USA, a o 2,1 sekundy pokonali Australijczyków. Był to jego jedyny start olimpijski.
Ukończył prawo na Uniwersytecie Kolumbii Brytyjskiej i jako prawnik pracował w Calgary. Pozostał związany ze sportem, był założycielem i pierwszym prezydentem Calgary Rowing Club. 